# Gianfranco Rivoli
Gianfranco Rivoli (Milán, 2 de junio de 1921 - idm. 18 de octubre de 2005) fue un director de orquesta y compositor italiano.
Estudió en el Conservatorio de Milán teniendo entre otros profesores, a Pedrollo, Ghedini y Votto. Dirigió la orquesta Universitaria (1938-1940) y de los ballets de La Scala (1948-1950). Posteriormente desarrolló los cargos de director artístico del Teatro di Villa Olmo, de Como, y dirigió varias orquestas italianas y extranjeras, colaborando con frecuencia con las mayores organizaciones radiofónicas europeas. Fue director de la Deutsche Oper de Düsseldorf y director artístico de la Fundación Gulbekian de Lisboa. También fue responsable del repertorio alemán del Teatro Nacional de San Carlos de la capital lisboeta.